# Sally Sarr
Sally Sarr (Le Havre, 6 de maio de 1986) é um futebolista francês de ascendência mauritana que atua como zagueiro. Atualmente, joga no Étoile Carouge. Também possui ascendência senegalesa.

## Carreira

### Clubes
Revelado pelo Le Havre, Sarr profissionalizou-se em 2006, não chegando a jogar pelo time principal nenhuma vez. Suas primeiras partidas oficiais foram na Grécia, onde atuou pelo Thrasyvoulos (51 jogos).
Desde 2009, joga no futebol suíço, vestindo as camisas de Wil, Luzern (equipe onde teve mais destaque, chegando a ser comparado a Lilian Thuram), Servette e Étoile Carouge.

### Carreira internacional
O único jogo de Sarr pela Seleção Mauritana de Futebol foi em 2016, contra a África do Sul, pelas eliminatórias da Copa Africana de Nações de 2017.
Foi convocado para a edição de 2019, a primeira disputada por Les Mourabitounes, porém não entrou em campo em nenhum dos 3 jogos da seleção, eliminada na fase de grupos.

## Títulos
Servette
- Challenge League: 2018–19

- Sally Sarr em National-Football-Teams.com